# محوطه ویل جنوبی
محوطه ویل جنوبی مربوط به عصر آهن I است و در شهرستان طوالش، بخش مرکزی، روستای ویل واقع شده و این اثر در تاریخ ۱۹ مرداد ۱۳۸۴ با شمارهٔ ثبت ۱۲۸۲۱ به‌عنوان یکی از آثار ملی ایران به ثبت رسیده است.